# Theatre of Tragedy
I Theatre of Tragedy sono stati un gruppo musicale gothic metal norvegese formatosi all'inizio degli anni '90 a Stavanger e conosciuto principalmente per aver dato il via al gothic caratterizzato da influenze letterarie e da una tecnica di contrasto vocale (adottata contemporaneamente dagli olandesi the Gathering e successivamente da innumerevoli band come i norvegesi Tristania, The Sins of Thy Beloved e Trail of Tears o gli svedesi Draconian) comprendente una voce growl e un soprano, nominato Beauty and the Beast (la bella e la bestia). Con i loro primi tre album sono una delle band gothic metal più famose di sempre.

Dal 2000 la musica della band si allontanò da questo genere per andare a toccare lidi più industrial e sperimentali, ma nel 2006 l'album Storm segnò l'abbandono anche di quest'ultimo per abbracciare uno stile rock-metal. Nel 2009 con l'album Forever is the World, i Theatre of Tragedy ritornano allo stile delle loro origini.

## Storia

### Gli inizi (1992–1998)
La band fu fondata nel 1992 col nome Suffering Grief per iniziativa di Raymond István Rohonyi e Pål Bjåstad.
Hein Frode Hansen, batterista dei Phobia, lasciò il suo gruppo per entrare a far parte dei Suffering Grief insieme a Lorentz Aspen, Tommy Lindal e Eirik T. Saltrø come bassista solo durante i concerti.
Dopo aver trovato un posto per le prove decisero di lavorare su alcuni arrangiamenti per piano composti da Lorentz. Allora il cantato era esclusivamente growl, ma una volta scritta la loro prima canzone, chiamata Lament of the Perishing Roses, il gruppo invitò la cantante Liv Kristine Espenæs a provare qualche parte corale, per poi offrirle la parte definitivamente.
Giunta Liv, i Suffering Grief cambiarono nome prima in La Reine Noir e successivamente in Theatre of Tragedy.
Nel 1994 la band registrò un primo demo e nel 1995 debuttò con il suo omonimo album: questo è categorizzato come un'icona del gothic metal in quanto ha introdotto delle importanti caratteristiche del genere. Nel 1996 la band pubblicò un secondo album, Velvet Darkness They Fear, dal quale fu estratto anche un singolo chiamato Der Tanz Der Schatten che aiutò notevolmente la band ad ampliare i confini del loro successo in Europa. Nel 1997 la band si concesse la pubblicazione dell'EP A Rose for the Dead a cui l'anno successivo seguì il terzo album, Aégis, con il quale i Theatre of Tragedy raggiunsero il punto più elevato della propria carriera musicale.

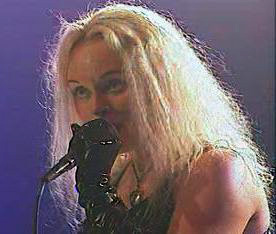
Liv Kristine durante un'esibizione con i Theatre of Tragedy al Metal Festival di Katowice (2000).

### Il cambio di stile (2000–2002)
Con l'affacciarsi del nuovo millennio, i Theatre of Tragedy sorpresero la critica e i fans attraverso la pubblicazione dell'album Musique, all'interno del quale si confermò il sound tipicamente industrial metal che aveva già influenzato – anche se minimamente – lo stile del precedente Aégis. Il video del singolo Image fu trasmesso da importanti reti televisive musicali ed ebbe modo di anticipare lo stile dei nuovi Theatre of Tragedy. Il quarto album inoltre portò la band a condurre un nuovo tour europeo nel quale si registrarono diversi "tutto esaurito". Nel 2002 le influenze elettroniche del sestetto norvegese si appesantirono notevolmente attraverso l'incisione dell'album Assembly, al quale i Theatre of Tragedy lavorarono insieme al nuovo chitarrista Vegard K. Thorsen.

### L'uscita di Liv, la nuova cantante e l'ulteriore cambio di stile (2003–2008)
Nel 2003 Liv Kristine formò una nuova band, i Leaves' Eyes, insieme al marito Alexander Krull e alcuni musicisti del suo gruppo: gli Atrocity. Poco più tardi, nell'agosto 2003, i Theatre of Tragedy dichiararono sul proprio sito ufficiale che Liv Kristine fu rimossa a causa di « divergenze musicali che non possono essere superate ». Lei, dal canto suo, asserì in una dichiarazione sul suo sito web che fu licenziata via e-mail senza essere personalmente informata dagli altri membri del gruppo. Una ragione all'allontanamento di Liv è fornita dal suo trasferimento in Germania: a causa della notevole distanza e del suo nuovo impegno con i Leaves' Eyes, sarebbe stato difficile mantenere i contatti.
L'anno successivo Nell Sigland, cantante dei The Crest, entrò a far parte dei Theatre of Tragedy come nuova voce femminile. L'inverno di quell'anno la nuova formazione era già in tour.
Il 24 febbraio 2006 uscì un singolo chiamato Storm che anticipò la pubblicazione dell'omonimo studio album avvenuta invece il (24 marzo 2006). Questo procurò alla band un tour in Europa insieme ai Gothminister come band di supporto. Storm vide la band allontanarsi nuovamente dall'industrial metal e dal synth pop per tornare – almeno in parte – al sound delle origini.

### Eventi recenti (2009 – oggi)
A gennaio del 2009 ha avuto inizio la sessione di registrazione per il settimo album: Forever is the World, la cui pubblicazione avvenne il 18 settembre 2009. Il 1º settembre venne distribuito sul web un digital-single per il brano Deadland come anteprima mondiale del nuovo lavoro. In Forever is the World ritornarono palpabili le sonorità doom/death dei primi (e più rappresentativi) album dei Theatre of Tragedy (compreso il ritorno al growl di Raymond I. Rohonyi), sebbene esse siano state saggiamente mescolate con le caratteristiche principali del nuovo album: la stessa copertina – essendo composta da elementi delle copertine di tutti e sei gli studio album che hanno preceduto Forever is the World – ci mostra che questo punta sulla fusione di sonorità provenienti da ognuno degli album pubblicati dal 1995 ad oggi.
Dopo 18 anni di attività il gruppo si scioglie. La data ufficiale dello scioglimento è il 2 ottobre 2010 in seguito ad un ultimo concerto a Stavanger.

## Formazione

### Formazione attuale
- Raymond I. Rohonyi – voce maschile
- Nell Sigland – voce femminile
- Frank Claussen – chitarra
- Vegard K. Thorsen – chitarra
- Lorentz Aspen – tastiere
- Hein Frode Hansen – batteria

### Ex componenti
- Liv Kristine – voce femminile
- Tommy Lindal – chitarra
- Tommy Olsson – chitarra
- Pål Bjåstad – chitarra
- Geir Flikkeid – chitarra
- Eirik T. Saltrø – basso

## Discografia

### Album in studio
- 1995 – Theatre of Tragedy
- 1996 – Velvet Darkness They Fear
- 1998 – Aégis
- 2000 – Musique
- 2002 – Assembly
- 2006 – Storm
- 2009 – Forever is the World

### EP
- 1997 – A Rose for the Dead
- 2000 – Inperspective
- 2001 – Machine
- 2010 - Addenda

### Demo
- 1994 – Demo 1994

### Live
- 2001 – Closure: Live
- 2010 - Last Curtain Call

### DVD
- 2011 – Last Curtain Call

### Singoli
- 1996 – Der Tanz Der Schatten
- 1998 – Cassandra
- 2000 – Image
- 2001 – Machine
- 2002 – Envision
- 2002 – Let You Down
- 2006 – Storm
- 2009 – Deadland

### Raccolte
- 1999 – Massacre's Classix Shape Edition
- 2001 – Inperspective / A Rose for the Dead
- 2005 – Fragments
- 2005 – Platinum Edition
- 2005 – Musique Assembly
- 2019 - Remixed